# Wade Hampton III

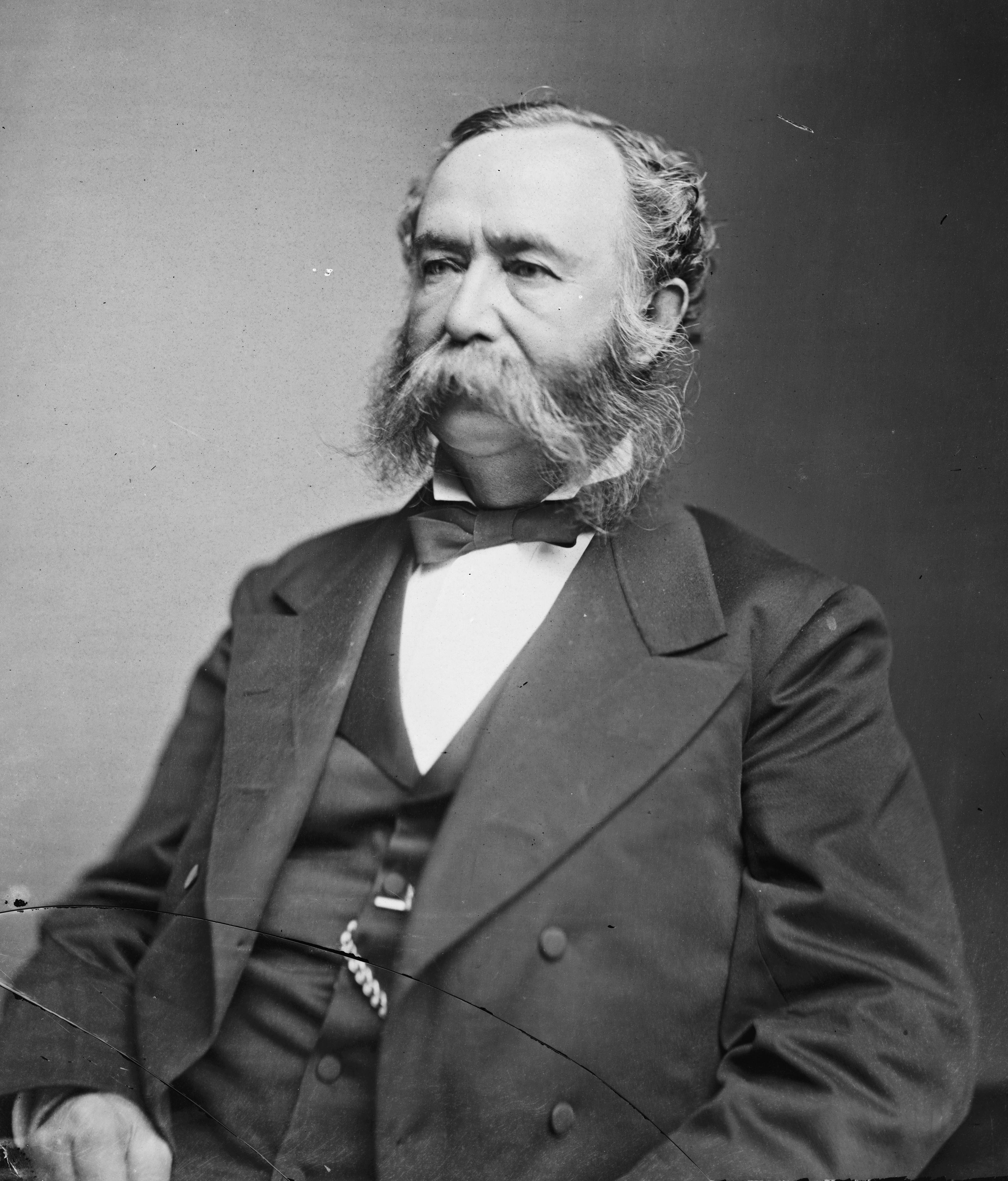
Wade Hampton III

Wade Hampton III, född 28 mars 1818 i Charleston, South Carolina, död 11 april 1902 i Columbia, South Carolina, var en amerikansk demokratisk politiker och militär. Han var general i sydstatsarmén under det amerikanska inbördeskriget. Han var guvernör i South Carolina 1877–1879 och ledamot av USA:s senat från South Carolina 1879-1891.

## Ungdom
Wade Hampton III var son till Wade Hampton II som var en förmögen plantageägare och officer i 1812 års krig. Farfadern Wade Hampton (1754–1835) var brigadgeneral i 1812 års krig. Han fick en privilegierad uppväxt i en av delstatens mest förmögna familjer. Han utexaminerades 1836 från College of South Carolina (numera University of South Carolina). 

## Antebellum
Wade Hampton III blev 1852 invald i South Carolina Assembly, underhuset i delstatens lagstiftande församling. Han var ledamot av delstatens senat 1858–1861. Efter faderns död 1858 ärvde han en stor förmögenhet inklusive faderns plantager och blev då en av Sydstaternas största slavägare.

## Inbördeskriget
Under inbördeskriget befordrades han 1862 till brigadgeneral och 1863 till generalmajor i Amerikas konfedererade staters armé. Han blev befälhavare över kavalleriet efter att general J.E.B. Stuart stupade 1864. Hampton befordrades 14 februari 1865 till generallöjtnant. Han kapitulerade tillsammans med Joseph E. Johnstons armé i North Carolina.

## Guvernör
Hampton utmanade den sittande guvernören Daniel Henry Chamberlain i 1876 års guvernörsval i South Carolina. Hamptons våldsamma anhängare kallades Red Shirts, rödskjortorna. Chamberlains anhängare svarade på våldet med ännu mera våld och valet blev det blodigaste i delstatens historia. Hampton vann valet och han blev den första guvernören som representerade demokraterna i South Carolina efter Rekonstruktionstiden. Han omvaldes 1878 men avgick redan följande år för att efterträda John J. Patterson i USA:s senat. Hampton County grundades 1878 för att hedra Wade Hampton III.